# تودا تاداماسا
تودا تاداماسا ((به ژاپنی: 戸田 忠昌 Toda Tadamasa); ۱ ژانویهٔ ۱۶۳۲ – ۲ اکتبر ۱۶۹۹) روجو، کیوتو شوشیدای و سامورایی اهل ژاپن بود.